# Tomtaklintskogens naturreservat

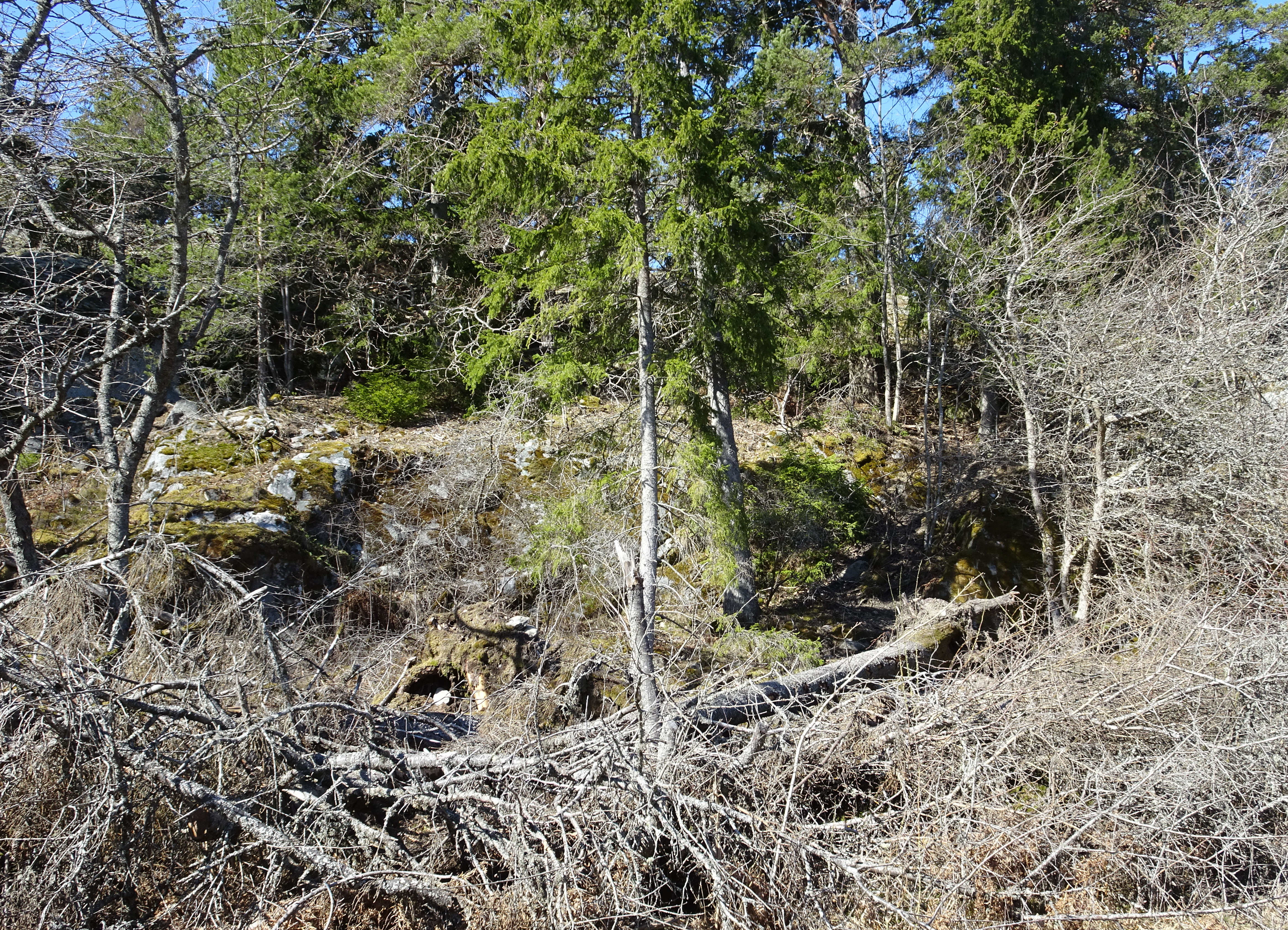
I Tomtaklintskogens naturreservat.

Tomtaklintskogens naturreservat ligger strax norr om tätorten Trosa i Trosa kommun i Södermanlands län. Reservatet har en area om 54,4 hektar och inrättades i december 2009. Det var då det första naturreservatet i kommunen. Markägare och förvaltare är Trosa kommun

## Beskrivning
Tomtaklintskogen har sitt namn efter gården Tomta som var kyrkoherdebostad. Gården, som låg ungefär där Tomtaklintskolan ligger idag, är inte bevarat men i naturreservatet förekommer en bebyggelselämning, Bråta gamla tomt (RAÄ-nummer Trosa-Vagnhärad 359:1). Lämningen efter Bråta ligger som en udde i den forna åkermarken vid Bråtavägens slut.
Reservatet består bland annat av kalkbarrskog, som under flera decennier varit utan aktivt skogsbruk. Det finns ett stort inslag av död ved vilket gjort att skogen kunnat utveckla höga naturvärden. I ett tidigare skede gick betesdjur i området. Genom reservatet sträcker sig en markerad vandringsslinga. Östra delen är ett Natura 2000 område.

## Syftet
Syftet med reservatet är bland annat att bevara en av länets mest värdefulla, stadsnära naturskogar med sin artrikedom och sitt omväxlande landskap bestående av fuktområden och bergryggar samt att främja det rörliga friluftslivet.